# Пер-Ноель
Пер-Ноель (фр. Père Noël; Батько-Різдво, Різдвяний Дід) — різдвяний фольклорний персонаж у Франції та інших франкомовних країнах, що роздає подарунки дітям у ніч на Різдво.

## Походження зимових фольклорних персонажів
Походження зимових фольклорних персонажів губиться у глибині століть. З давніми язичницькими культами поєднувалися як давньоримський культ предків, так і християнство, що прийшло йому на зміну, підвело під стародавні свята базу зі Старого або Нового Завіту. Одним із таких культів став культ святого Миколи, день пам'яті якого відзначається 6 грудня — згодом його образ трансформувався у німецько-голландського Сінтерклааса (нід. Sinterklaas), а потім у Санта-Клауса.
Ймовірно, тоді ж попередник сучасного Пер-Ноеля вперше з'явився на сучасній території Франції — у прикордонній Лотарингії, де він за легендою приходив до добрих слухняних дітей і дарував їм подарунки. Іноді він був у супроводі свого антагоніста Пер-Фуетара, озброєного різками, для покарання поганих, неслухняних дітей.
До повсюдної популяризації Пер-Ноеля у різних регіонах Франції існували свої різдвяні персонажі. Так, на сході, зокрема, в Савойї, був відомий Пер-Шаланд (фр. Père Chalande); в Нормандії — Барбасьоне (фр. Barbassionné), в Бургундії — Пер-Жанв'є (фр. Père Janvier). У Франш-Конте дарителькою різдвяних подарунків вважалася добра фея — тітонька Арі.

## Поява Пер-Ноеля

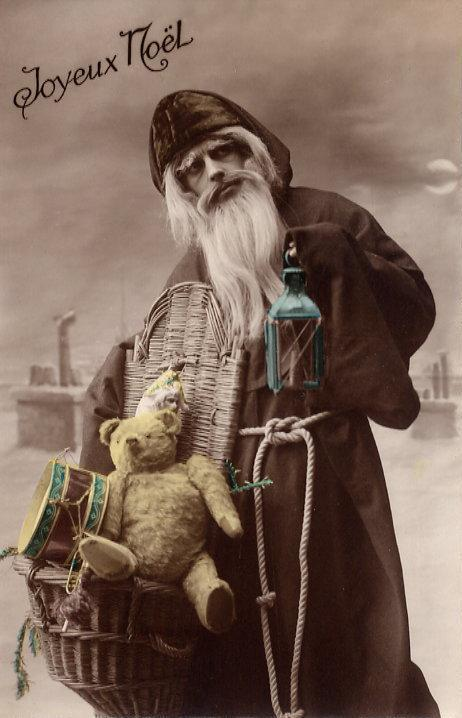
Французька різдвяна листівка, близько 1900

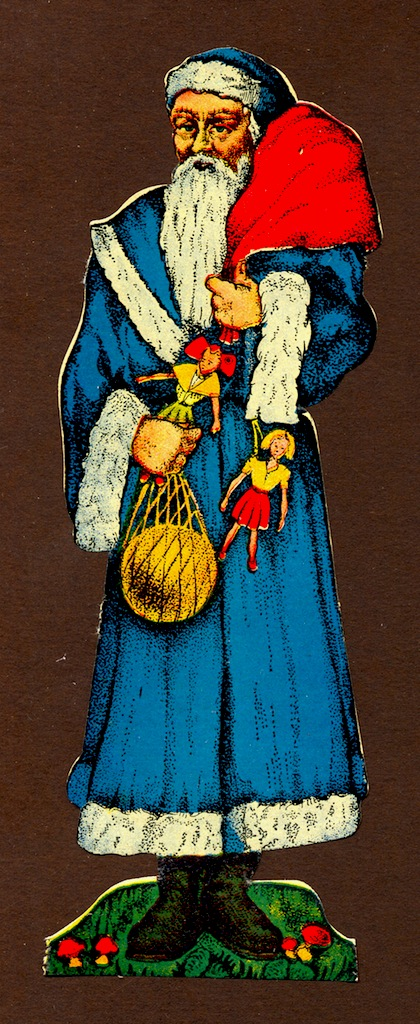
Пер-Ноель: упаковка французького різдвяного пряника, близько 1900

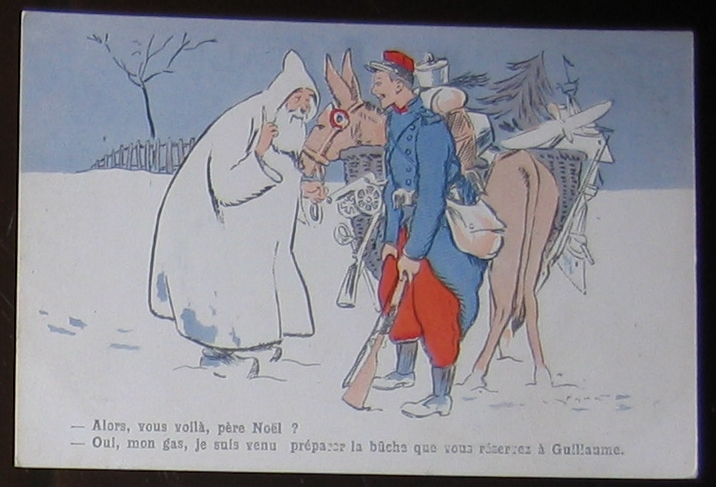
- Це ви, Пер-Ноель?
— Так, привітайте від мене Вільгельма цим поліном.
Патріотична листівка, випущена до Різдва 1914 року

Відповідно до Історичної бази французької лексики (фр. Base historique du vocabulaire français), в збережених письмових текстах ім'я Пер-Ноеля вперше згадується в «Комічному журналі для серйозних людей» (фр. La Revue comique à l'usage des gens sérieux) від 23 грудня 1848 року:
 — Хто там?
 — Старий Пер-Ноель 1848 року.
 — Ошуканець!
 — Жодного обману. Я справді Пер-Ноель, який зайшов до вас у гості. Відкривайте, я вмираю від холоду.
 — Тоді заходьте. Але чесно кажучи, я на вас не чекав. Чому ви як завжди не впали через трубу?

— La Revue comique à l'usage des gens sérieux
Далі йде тривалий гумористичний діалог, переважно на теми політичних реалій середини XIX століття. Закінчувалося це оповідання так:
— Щасливого шляху, Пер-Ноель, і до наступного року, якщо ми будемо ще на цьому світі.— La Revue comique à l'usage des gens sérieux
Через кілька років після появи в сатиричному журналі ім'я Пер-Ноеля повертається. Наступного разу воно фігурує у письменниці Жорж Санд — у її багатотомному творі «Історія мого життя» (фр. Histoire de ma vie), що вийшов у 1855 році:
Я не забула своєї абсолютної віри в те, що пічною трубою спускається маленький Пер-Ноель — добрий білобородий дідок. Він повинен прийти опівночі і покласти в мій черевичок подарунок, який я знайду після пробудження.— Жорж Санд. Історія мого життя

## Пер-Ноель після Другої світової війни
Після Другої світової війни до Франції з Нового Світу разом з планом Маршалла і кока-колою прибув сучасний Пер-Ноель, скалькований з американського Санта-Клауса: бадьорий білобородий старий, одягнений у червоно-білий кожушок, таку ж шапку, чорні чоботи та підпоясаний чорним ременем. Він змінив уявлення, що існували до цього, про різдвяного діда, а також почав жваво використовуватися в торгівлі і рекламі.

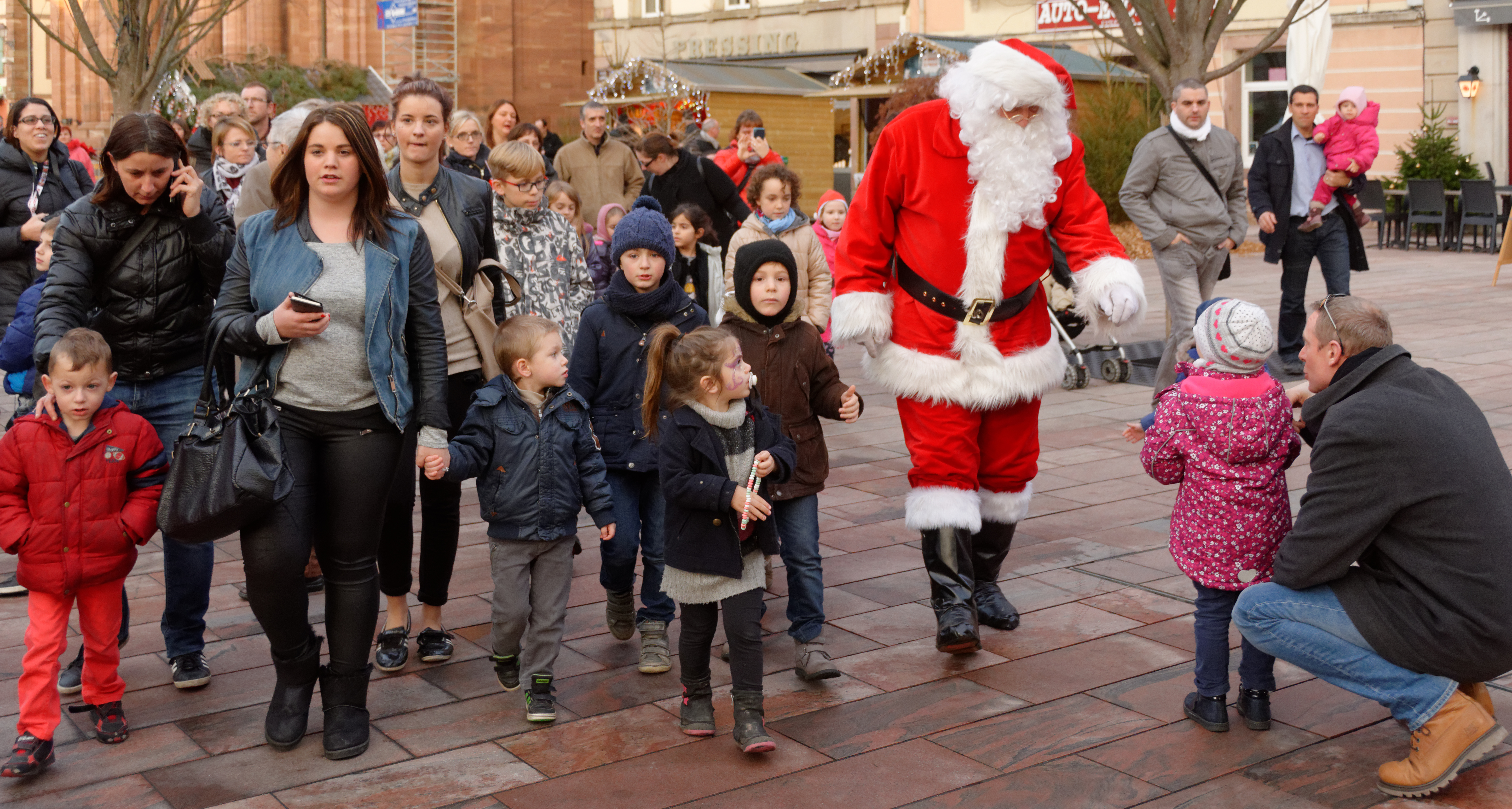
Пер-Ноель у Ле-Живре, Франція, 2015

Це не сподобалося ортодоксально налаштованим священнослужителям католицької церкви: вони вважали Пер-Ноеля язичницьким персонажем і в міру сил боролися проти нього. Так, напередодні Різдва 1951 року, 24 грудня, 34-річний священик з Діжона на ім'я Жак Нурісса прикріпив до ґрат церковної огорожі міського кафедрального собору опудало, що нагадувало Пер-Ноеля, і на очах кількох сотень парафіяльних дітей спалив його. Діжонська церква назвала Пер-Ноеля «узурпатором та єретиком» і написала з цього приводу: «Це був не атракціон, а символічний жест. […] Брехня не може пробудити релігійне почуття в дитині і не є жодною мірою засобом виховання. Для нас, християн, свято Різдва має залишатися святом народження Спасителя». Єпископат підтримав діжонську ініціативу і випустив заяву, в якій зокрема говорилося: «Пер-Ноель і ялина допускаються до публічної школи, тоді як вони є спадщиною язичницьких обрядів, пов'язаних із культом Природи, які не мають жодного відношення до християнства. У той же час, в ім'я надмірної світськості ті самі школи скрупульозно забороняють використання ясел». Однак світський муніципалітет Діжона не погодився з діями клерикалів: він розмістив фігуру Пер-Ноеля на даху будівлі мерії.
Незважаючи на протидію церкви, фігура Пер-Ноеля ставала дедалі популярнішою у Франції.

## Пошта Пер-Ноеля

### У Франції
У 1962 році міністр пошти та телекомунікацій Франції Жак Маретт створив у головному офісі Пошти Франції в Парижі секретаріат Пер-Ноеля, відповідальний за те, щоб відповідати на листи, що вирушали дітьми Пер-Ноелю. Першим «секретарем Пер-Ноеля» стала педіатр та психоаналітик Франсуаза Дольто — сестра міністра Маретта. У 1967 році за підтримки державного секретаря за бюджетом і одночасно мера Лібурна Робера Булена , секретаріат Пер-Ноеля був переведений до поштового відділення цього міста — єдине, уповноважене розкривати пошту, адресовану Пер-Ноелю. На роботу цього підрозділу пошти Франції чекав все більший успіх. До 2007 року потік кореспонденції на ім'я Пер-Ноеля щорічно зростав — того року надійшло 1,6 мільйонів повідомлень із 130 країн, серед яких 1,43 мільйона паперових листів та 181 200 повідомлень електронною поштою через спеціально створений Поштою Франції на своєму сайті портал: www.laposte.fr/pere-noel. У секретаріаті працювали 30 осіб, яких до Різдва, що наближається, наймали за особливим 8-тижневим контрактом. З того часу потік кореспонденції, що надходить, стабілізувався. У 2012 році на ім'я Пер-Ноеля надійшли 1 700 000 листів та 200 000 електронних повідомлень із більш ніж 120 країн. Кожна дитина може придумати будь-яку адресу і надіслати листа — головне, щоб адресатом був вказаний Пер-Ноель — і його буде доставлено до Лібурну та опрацьовано. У 2014 році історія поштової служби Пер-Ноеля була описана в науковій книзі, написаній Валері-Інес де ля Вілль та Антуаном Жорже.

### У Квебеці

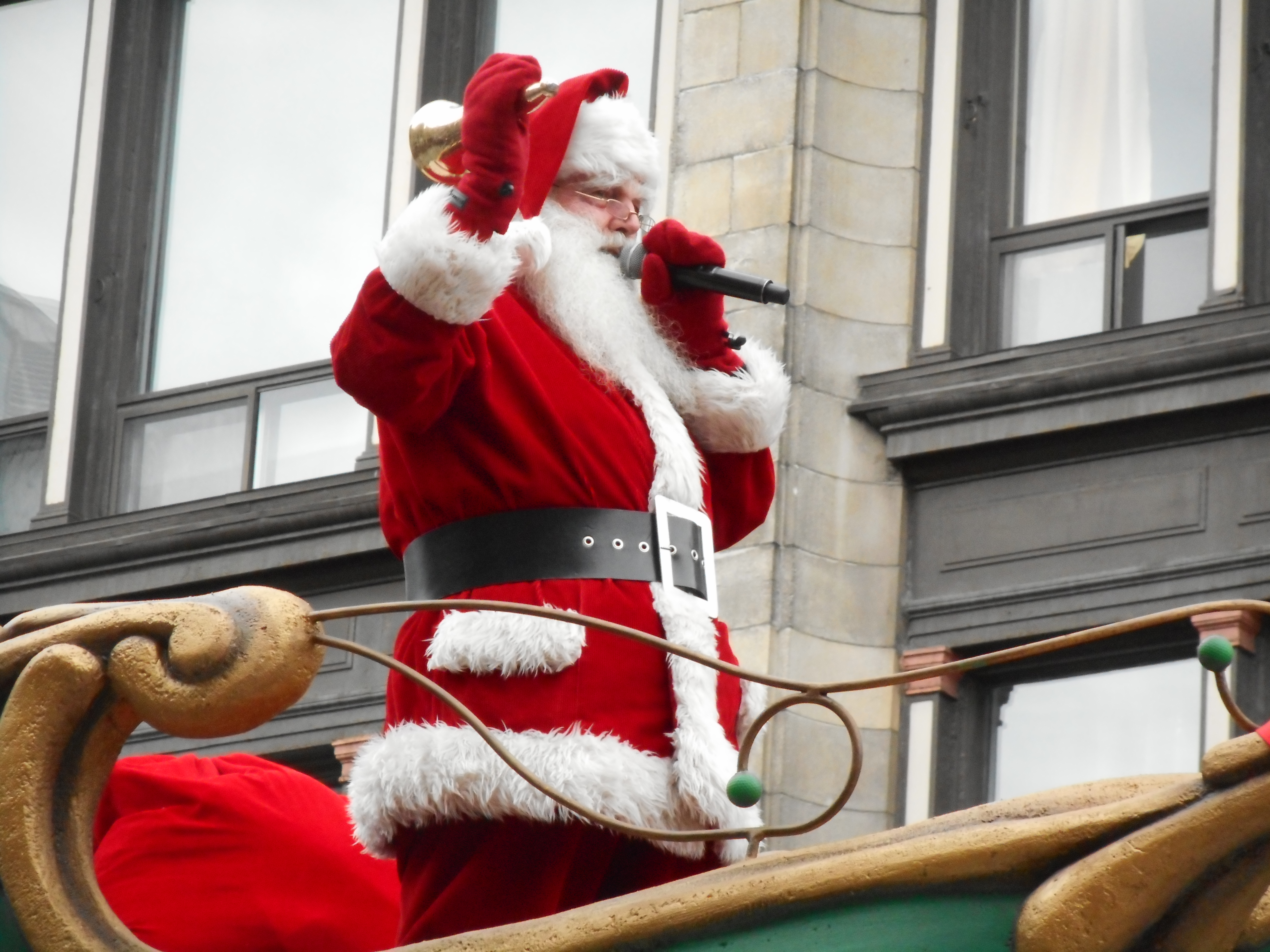
Пер Ноель на Різдвяному параді. Монреаль, Квебек, Канада, 2015

У канадській франкомовній провінції Квебек є своя пошта Пер-Ноеля. У неї є навіть особливий поштовий індекс: H0H 0H0, що нагадує сміх американського Санта-Клауса (англійською мовою): «Ho-ho-ho!» Ця служба була утворена в 1974 році при Монреальському відділенні Пошти Канади. Саме в цей рік поштові службовці вирішили відповідати на листи, адресовані Пер-Ноелю (що до цього вважалися такими, що не підлягали доставці), щоб не розчаровувати їхніх відправників — переважно дітей. Однак кількість таких листів з року в рік зростала, тому службовцям ставало складно відповідати на них у порядку особистої ініціативи, і в 1983 році було запущено офіційну програму обробки подібної кореспонденції. Щороку на адресу канадського Пер-Ноеля надходить близько одного мільйона листів, і кожен із відправників має отримати відповідь.